# Jimmy Jones (labdarúgó, 1928)
Jimmy Jones (Keady, County Armagh, 1928. július 25. – 2014. február 13.) válogatott északír labdarúgó, csatár.

## Pályafutása

### A válogatottban
1956 és 1957 között három alkalommal szerepelt az északír válogatottban és egy gólt szerzett.